# Marie Kavková
Marie Kavková, menționată uneori Marie Kavková-Vondrušková, (n. 13 decembrie 1921, Košice, Cehoslovacia – d. 13 decembrie 2000, Praga, Cehia) a fost o filologă romanistă cehă, profesoară de limba și literatura română la Universitatea Carolină din Praga și traducătoare a mai multor opere ale literaturii române. A contribuit în mod substanțial la înființarea unei secții de limba română în cadrul Catedrei de Limbi romanice de la Facultatea de Filosofie⁠(d) a Universității Caroline din Praga în anul universitar 1950–1951 și a predat limba și literatura română în cadrul acestei universități în perioada 1951–1979, îndeplinind în acest timp funcția de șef al secției de limba română.
A elaborat o serie de cursuri universitare și antologii de texte, a coordonat elaborarea primului dicționar în limba cehă al scriitorilor români, care a fost publicat în 1984, și a tradus, singură sau în colaborare, un număr mare de opere literare românești în limba cehă, printre care Conu Leonida față cu reacțiunea și D-ale carnavalului de Ion Luca Caragiale, Enigma Otiliei de George Călinescu, Fram, ursul polar de Cezar Petrescu, Ciuleandra de Liviu Rebreanu, Sfârșit de veac în București de Ion Marin Sadoveanu și fragmentul „Uruma” din Pădurea nebună de Zaharia Stancu, precum și mai multe basme și legende populare românești.

## Biografie

### Formare profesională
S-a născut la 13 decembrie 1921 în orașul Košice din Cehoslovacia, primind la naștere numele de Marie Vondrušková. Avea o origine mixtă cehoslovaco-română, ca urmare a faptului că mama ei, Anna Vondrušková (1901–1981), era româncă și se născuse și trăise primii săi ani de viață în orașul Craiova. Mama ei a avut preocupări către o mai bună cunoaștere reciprocă și apropiere a popoarelor cehoslovac și român și a inițiat și prezentat, împreună cu Antonín Bolek, în anii 1936–1937 un curs de limba română la postul de radio din Košice, acesta fiind primul și singurul curs radiofonic de limba română difuzat vreodată în Cehoslovacia.
Marie Vondrušková a urmat studii la Liceul Real din Košice în perioada 1933–1938, pe care le-a absolvit, ca urmare a începerii celui de-al Doilea Război Mondial, abia în anul 1941 la Praga. A putut să-și continue pregătirea după încheierea războiului și a studiat istoria și limba franceză la Facultatea de Filosofie⁠(d) a Universității Caroline din Praga (FFUK) în anii 1945–1950. S-a căsătorit la începutul anului 1949 cu colegul ei de facultate František Kavka (1920–2005), viitor profesor universitar, specialist în istoria husitismului și pentru un timp decan al Facultății de Filosofie și Istorie al Universității Caroline.

### Cariera academică
Ca urmare a interesului pe care mama ei i-l trezise pentru limba și cultura română, după obținerea licenței în filologia romanică, Marie Kavková s-a specializat în literatura română. Ea a obținut titlul de doctor în filologie în anul 1952, cu teza Rok 1907 v rumunské próze („Anul 1907 în proza românească”), dedicată reflectării Răscoalei țărănești din 1907 în literatura română și elaborată sub îndrumarea profesorilor Vladimír Buben și Josef Kopal⁠(d), și pe cel de candidat în științe în 1966 (sau, după altă sursă, în 1967). Teza ei de doctorat a fost publicată ulterior în traducere în limba poloneză.
Marie Kavková a contribuit în mod substanțial în anul universitar 1950–1951 la înființarea unei secții de limba română în cadrul Catedrei de Limbi romanice de la Facultatea de Filosofie a Universității Caroline din Praga, făcând parte, alături de Jiří Staca, Josef Dvořák și Antonín Křečan, din primul colectiv de profesori ai noii secții. A predat limba și literatura română în cadrul Universității Caroline în perioada 1951–1979 și a îndeplinit în acest timp funcția de șef al secției de limba română. Prima ei călătorie în România a avut loc abia în anul 1952. Marie Kavková a lucrat, de asemenea, în perioada 1955–1957 ca atașat cultural la Ambasada Cehoslovaciei de la București, intrând în contact în această perioadă cu un număr mare de intelectuali români (scriitori, critici și istorici literari, profesori universitari și cercetători, artiști și oameni de cultură), care i-au înlesnit accesul la cultura și spiritualitatea românească și au sprijinit-o în misiunea de promovare a limbii, literaturii, istoriei și culturii române în Cehoslovacia. A luat parte apoi în august 1961 la cursurile de vară ale Universității din București, organizate  la Sinaia și destinate profesorilor și cercetătorilor străini ai limbii, literaturii, istoriei și artei românești. Ea a invitat periodic specialiști din România care să țină prelegeri despre literatura română în fața studenților ei, iar unul dintre invitații ei a fost criticul și istoricul literar Paul Cornea, care a venit la Praga în septembrie 1968 pentru două săptămâni.
Transformarea lectoratului de limba română într-o secție de sine stătătoare a necesitat un efort organizațional semnificativ, ca urmare a faptului că secția nou înființată nu dispunea de o bibliotecă proprie, nu avea materialul didactic necesar (manuale, cursuri, dicționare) și nu existau cadre didactice care să predea disciplinele noi ce fuseseră incluse în programa de studii. În cursul anilor următori, Marie Kavková a alcătuit și publicat mai multe cursuri (printre care Nástin vývoje rumunské literatury, 1965; Nástin dějin a kultury Rumunska do roku 1848, 1978) și trei volume de texte literare comentate (Výbor textů z rumunské literatury XIX. a XX. století, 1966–1971), care cuprind texte selectate din operele de bază ale literaturii române (proză, poezie), precum și din critica și teoria literară românească. Studiile de filologie română erau organizate din doi în doi ani, în combinație cu o altă limbă romanică, și erau predate pe parcursul unui ciclu superior complet de cinci ani, încheiat cu examene de stat și o teză; secția de limba română avea, de obicei, un grup de 5–10 studenți. În cursul anului IV studenții își alegeau subiectul lucrării de diplomă, optând între limba română și cealaltă limbă.
În ciuda dificultăților, profesoara Marie Kavková a îndrumat mai multe promoții de româniști cehi în cei aproape 30 de ani de carieră, pregătind viitori traducători, translatori, cercetători și diverși specialiști în domeniul limbii române, iar printre studenții ei s-au aflat lingvistul și filologul Jirí Felix, filologa Libuše Valentová traducătoarea Jitka Lukešová și traducătorul Jiří Našinec. Pasiunea ei pentru limba și cultura română era atât de mare, încât a reușit să le-o transmită și studenților ei. „Domnia sa era, în perioada de marasm moral general – așa‑numita normalizare – una din puținele luminițe în beznă, care ne-a ajutat – la vârsta când eram cei mai sensibili – să supraviețuim”, mărturisea ulterior Jiři Nasinec. Contaminați de pasiunea prof. Kavková pentru literatura română, mulți dintre absolvenții acestei secții au devenit redactori, interpreți traducători de limbă română sau cadre didactice universitare, rămânând colaboratori apropiați ai fostei lor profesoare.

### Persecuția

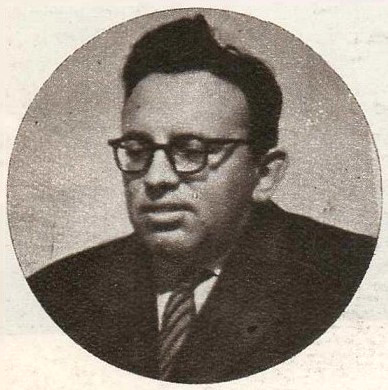
Profesorul František Kavka în 1958

Alegerea în ianuarie 1968 a reformistului Alexander Dubček ca prim-secretar al Partidului Comunist din Cehoslovacia a declanșat un proces de liberalizare politică ce a devenit cunoscut sub numele de Primăvara de la Praga. În acest context favorabil, profesoara Kavková a propus înființarea unei secții de limba și literatură română în cadrul Institutului de Limbi și Literaturi Străine de pe lângă Academia Cehoslovacă de Științe, iar câțiva dintre foștii săi studenți, printre care și Libuše Valentová, au fost angajați acolo. Propunerea înființării acestei secții a fost susținută de directorul institutului, dar ulterior, după anularea reformelor lui Dubček, ea nu a fost reînnoită, iar angajații secției propuse de limba și literatura română au fost concediați la începutul anilor 1970.
Marie Kavková și soțul ei, profesorul František Kavka, au fost patrioți cehoslovaci și susținători ai Primăverii de la Praga. Criticul și istoricul literar Paul Cornea care a vizitat Praga în septembrie 1968, la o lună după invazia armatelor statelor membre ale Tratatului de la Varșovia, care a pus capăt reformelor inițiate de Alexander Dubček, i-a găsit „amari, anxioși, dezamăgiți”. Profesorul Kavka manifesta, potrivit lui Paul Cornea, un „optimism foarte prudent”, ca urmare a readucerii lui Dubček în fruntea partidului, sperând că statu-quo-ul ar putea fi menținut. Invazia sovietică în Cehoslovacia a declanșat însă un val de epurări, iar Institutul de Istorie al Universității Caroline (unde profesorul Kavka ocupa postul de director) a fost desființat în perioada de „normalizare”. Profesorul Kavka a fost exclus din Partidul Comunist și destituit din postul deținut la Universitate în decembrie 1970, imediat după împlinirea vârstei de cincizeci de ani. Rămas fără serviciu, a fost nevoit să lucreze ca șef de depozit (sau, după altă sursă, paznic de cimitir) la Muzeul Evreiesc din Praga⁠(d) până în anul 1980 sau, după altă sursă, până în anul 1985, când a-a pensionat. A primit o interdicție de publicare pe termen nelimitat, care i-a fost ridicată abia în urma Revoluției de Catifea.
Implicarea profesoarei Marie Kavková în evenimentele din timpul Primăverii de la Praga au atras, de asemenea, unele represalii din partea autorităților cehoslovace. Profesoara a fost anunțată în cursul anilor 1970 că nu i se va prelungi contractul de muncă și că va fi scoasă la pensie și i s-a recomandat să pregătească un înlocuitor, care să-i preia sarcinile didactice. Ca urmare, ea a contactat câțiva foști studenți și a organizat în anul 1976 un concurs de selecție, în urma căruia a fost aleasă ca doctorandă Libuše Valentová. Ca urmare a faptului că Valentová avea copii mici, i s-a admis prelungirea perioadei de pregătire, ceea ce i-a permis Mariei Kavková să mai lucreze încă un an, dar, în cele din urmă, profesoara a fost pensionată din considerente politice, fără voia ei, în anul 1979. Soții Kavka au fost persecutați timp de aproape două decenii din pricina convingerilor lor politice, care nu erau conforme cu politica oficială a Cehoslovaciei.

### Ultimii ani de viață
Profesoara Marie Kavková a făcut parte din grupul de româniști cehi și slovaci care a avut inițiativa reînființării asociației de prietenie cehoslovaco-română în cursul anului 1990. Asociația Ceho-Slovacia-România (în cehă Česko-Slovensko-rumunská společnost) a fost înființată la 20 februarie 1991 și reunea inițial aproximativ 40 de membri, pentru ca în noiembrie 1991 să ajungă să aibă un număr de aproximativ 80 de membri din Cehia și Slovacia. Scopul principal al asociației era dezvoltarea relațiilor de prietenie dintre Ceho-Slovacia și România prin intensificarea contactelor reciproce în diverse domenii, popularizarea istoriei României și a culturii române, organizarea unor comunicări și discuții pe teme economice, etnografice și literare, sprijinirea organizării unor evenimente comune în domeniul științific și cultural-artistic, precum și organizarea unor cursuri de limba română pentru începători și avansați. Activitatea Asociației era coordonată de un comitet de zece membri, condus de conf. dr. Jirí Felix (președinte) și prof. dr. Libuše Valentová (secretar); prof. dr. Marie Kavková a fost aleasă președinte de onoare al Asociației. Asociația Ceho-Slovacia-România, care funcționa ca organizație non-guvernamentală, dar primea anual o subvenție din partea Ministerului de Externe, s-a transformat ulterior în Asociația Cehia–România, cu sediul la Praga. Ea se întrunea o dată pe lună (cu excepția perioadei vacanțelor) și organiza mese rotunde, discuții pe diferite subiecte și întâlniri cu membrii ei și cu oaspeții români, proiecta filme artistice sau documentare despre România și publica de două ori pe an un buletin informativ și ocazional diverse broșuri despre cultura românească.
Ca o recunoaștere a meritelor sale științifice și pedagogice, Marie Kavková a fost distinsă în anul 1994 cu titlul de profesor honoris causa al Universității din București. Ea a fost membră a Asociației Traducătorilor din Cehia și președinte de onoare al Asociației de prietenie Ceho-Române. A decedat în 13 decembrie 2000.

## Activitatea publicistică

### Studii filologice

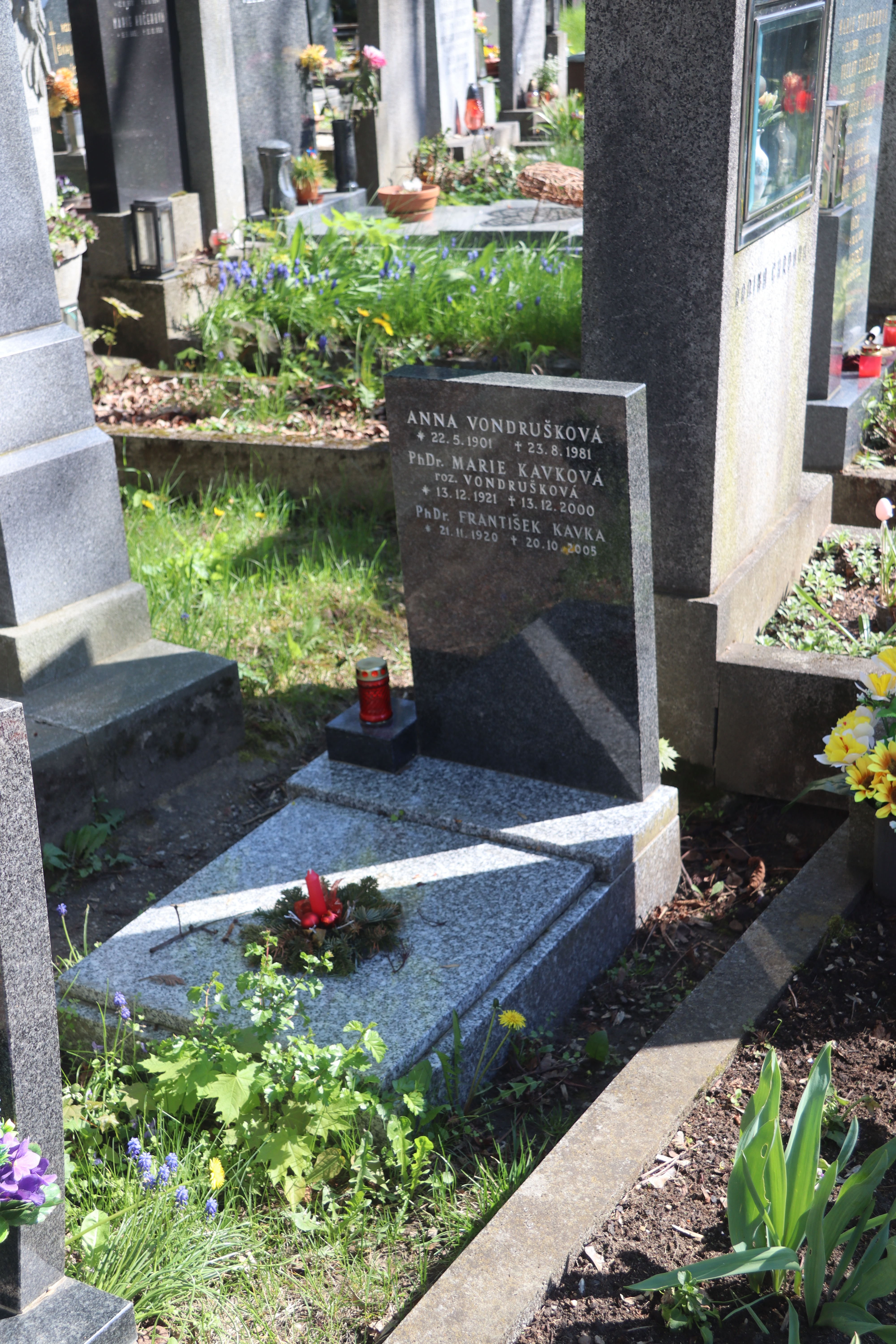
Mormântul Mariei Kavková și al soțului ei, František Kavka, în din cartierul al Pragăi

Profesoara Marie Kavková a desfășurat o intensă activitate științifică axată în principal pe studierea poeziei și prozei românești din secolele al XIX-lea și al XX-lea și a elaborat o serie de instrumente de referință (cursuri universitare, manuale și studii privind istoria literaturii și civilizației române) pentru învățarea limbii române de către cehi și a limbii cehe de către români ca, de exemplu, Nástin vývoje rumunské literatury („Scurtă istorie a literaturii române”, 1965), Výbor textů z rumunské literatury XIX. a XX. století („Culegere de texte din literatura română a secolelor al XIX-lea și al XX-lea”, I – 1966, II – 1968, III – 1971), Nástin dějin a kultury Rumunska do roku 1848 („O schiță a istoriei și culturii României până la 1848”, 1978). Ultima lucrare menționată se termină în anul 1848 și trebuia să fie continuată până în prezent într-un al doilea volum, care nu a mai fost niciodată publicat.
Ea a mai scris studii literare care au tratat probleme diverse precum problematica romanelor lui Liviu Rebreanu sau versificația românească (ca de ex. „Quelques observations concernant la construction rythmique du vers long roumain”. Acta Universitatis Carolinae. Romanistica pragensia, tomul IV, 1966, pp. 45–56 și „Norma metrică a versului românesc de 14 silabe”. Acta Universitatis Carolinae. Romanistica pragensia, tomul VII, 1971, pp. 77–112), numeroase articole de popularizare a literaturii și culturii române, prefețe și postfețe ale unor traduceri din literatura română, dramatizări radiofonice (ca de ex. cea după romanul Enigma Otiliei de G. Călinescu), schițe biografice ale unor scriitori români sau fragmente traduse din proza și poezia românească. „Norma metrică a versului românesc de 14 silabe” este, alături de „Dublarea complementului în limba română contemporană” al lui Jirí Felix, primul text în limba română care a fost publicat în Acta Universitatis Carolinae (analele Universității Caroline din Praga).
A coordonat, de asemenea, un colectiv format din cercetătorii Libuše Valentová, Jitka Lukešová și Jiří Našinec (foștii ei studenți), care a elaborat pe parcursul a doi ani lucrarea colectivă amplă Slovník spisovatelů – Rumunsko (Dicționar de scriitori din România), publicată în anul 1984 de Editura Odeon din Praga. Cei patru autori ai dicționarului și-au împărțit activitatea astfel: Marie Kavková a scris articolele despre literatura veche și literatura clasică, precum și un studiu introductiv (care a devenit în timp o lucrare de referință), Libuše Valentová a alcătuit capitolele despre literatura interbelică, critica și istoria literară, iar Jitka Lukešová și Jiří Našinec au lucrat la partea de literatură contemporană. În urma indicațiilor Uniunii Scriitorilor din România (cu care colectivul cehoslovac se afla mereu în contact) și a intervențiilor diplomatice ale Ambasadei României de la Praga, autorii lucrării au fost nevoiți să elimine mai mulți scriitori români care trăiau exilați în străinătate precum Sorin Alexandrescu, Ion Caraion, Paul Goma, Virgil Ierunca, Monica Lovinescu, Petru Popescu, Dumitru Țepeneag și Mihai Ursachi. Dicționarul, care face parte dintr-o colecție întreagă dedicată literaturilor străine, conține articole despre aproape 400 de scriitori și filologi români și este însoțit de un studiu introductiv scris de Marie Kavková, având la bază o bibliografie amplă. Tirajul dicționarului a fost destul de redus, iar cele 2.000 de exemplare s-au epuizat rapid. Puținele recenzii publicate în România au fost toate favorabile și au lăudat apariția acestei lucrări în străinătate, precum și efortul autorilor de a face cunoscută literatura românească unui public străin.

### Traduceri
O altă latură importantă a activității științifice a Mariei Kavková a reprezentat-o traducerea în limba cehă a unor creații reprezentative ale literaturii române, pe care le-a introdus astfel în circuitul cultural ceh. Marie Kavková a alcătuit, împreună cu Dagmar Maxová, două antologii de basme românești în limba cehă: Předu, předu pohádku (1980) și Pohádky z beránčího kožíšku (1985) (care au fost traduse apoi în limbile franceză și germană și au apărut în anul 1989 în Franța și Germania, într-o formă grafică deosebită) și a tradus și publicat (în volume sau în reviste) un număr mare de opere literare românești atât din literatura clasică (basme populare, I.L. Caragiale, Tudor Arghezi, George Călinescu, Lucia Demetrius, Cezar Petrescu, Alexandru Philippide, Liviu Rebreanu, Ion Marin Sadoveanu, Zaharia Stancu), cât și din cea contemporană (A. E. Baconsky, Maria Banuș, Ana Blandiana, Eusebiu Camilar, Dumitru Radu Popescu, Petru Popescu, Mircea Sântimbreanu ș.a.). Ea a condus cercul de traducători din limba română, care a funcționat pe lângă Uniunea Scriitorilor din Cehoslovacia.
Prima operă literară românească, tradusă în limba cehă de profesoara Marie Kavková, a fost romanul Negura al lui Eusebiu Camilar, care a fost publicat în traducere în anul 1950. Până la sfârșitul anilor 1950 Kavková a mai tradus în limba cehă, împreună cu poetul Jan Vladislav, volumul de poezii Bucurie al Mariei Banuș și o culegere de cântece populare românești și a scris, de asemenea, un studiu introductiv de peste 20 de pagini pentru un volum de povestiri ale lui Mihail Sadoveanu. Unele traduceri au fost realizate în colaborare cu Jan Vladislav, Hana Vrbová, Jitka Lukešová și Dagmar Maxová; faptul că numele ultimei colaboratoare nu a fost menționat nicăieri a dat naștere unor speculații că Marie Kavková și-ar fi „împrumutat” numele unor traducători, care altfel nu ar fi putut publica.

## Lucrări (selecție)

### Cărți
- Nástin vývoje rumunské literatury („Scurtă istorie a literaturii române”), Státní pedagogické nakladatelství (SPN), Praga, 1965
- Výbor textů z rumunské literatury XIX. a XX. století („Culegere de texte din literatura română a secolelor al XIX-lea și al XX-lea”), 3 vol., Universita Karlova, Praga, 1966–1968–1971
- Nástin dějin a kultury Rumunska do roku 1848 („O schiță a istoriei și culturii României până la 1848”), SPN, Praga, 1978
- Slovník spisovatelů – Rumunsko (Dicționar de scriitori din România), Odeon, Praga, 1984, 398 p. + tabel cronologic de 66 de pagini – în colaborare cu Jiří Našinec, Jitka Lukešová și Libuše Valentová

### Studii și articole
- „Povstání rumunského rolnického lidu roku 1907” („Răscoala poporului român din anul 1907”), în Československý časopis historický⁠(d), Praga, anul I, nr. 3, 1953, pp. 272–294.
- „Rumunská historiografie v roce 1952” („Istoriografia română în anul 1952”), după notele stenografice publicate în Studii. Revista de istorie și filozofie, București, anul VI, nr. 1, 1953, pp. 17–90, în Československý časopis historický⁠(d), Praga, anul I, nr. 3, 1953, pp. 393–397.
- „K otázce vzniku lidově demokratického zřízení v Rumunsku” („În legătură cu formarea regimului democrat popular în România”), în Československý časopis historický⁠(d), Praga, anul VII, nr. 2, 1959, pp. 395–396.
- „Z hospodářských a politických dějin Rumunska mezi oběma světovými válkami” („Din istoria economică și politică a României între cele două războaie mondiale”), în Československý časopis historický⁠(d), Praga, anul VII, nr. 4, 1959, pp. 790–793.
- „Rolnické povstání roku 1907 v Rumunsku” („Răscoalele țărănești din anul 1907 în România”), în Československý časopis historický⁠(d), Praga, anul VII, nr. 4, 1959, pp. 794–796.
- „K dějinám dělnického hnutí v Rumunsku” („În legătură cu istoria mișcării muncitorești din România”), în Československý časopis historický⁠(d), Praga, anul VII, nr. 4, 1959, p. 798.
- „Quelques observations concernant la construction rythmique du vers long roumain”, în Acta Universitatis Carolinae. Romanistica pragensia, tomul IV, 1966, pp. 45–56.
- „Naše země z rumunského pohledu 1858” („Țara noastră din punctul de vedere românesc în 1858”), în Slovanský přehled⁠(d), anul LV, nr. 2, 1969, pp. 163—167.
- „Norma metrică a versului românesc de 14 silabe”, în Acta Universitatis Carolinae. Romanistica pragensia, tomul VII, 1971, pp. 77–112.

### Prefețe
- Ion Luca Caragiale, Ztracený dopis (O scrisoare pierdută), Orbis, Praga, 1953, 161 p. – traducere de Otakar Jirouš, postfață de Marie Kavková[47]
- Petru Dumitriu, Rodinná kronika (Cronică de familie), Naše vojsko, Praga, col. Knihovna vojáka, 1959, 407 p.; traducere și note de Jiří Kliment și Jarmila Klimentová, postfață de Marie Kavková, ilustrații de Radim Malát[48][49]
- Alexandru Jar, Hranični kóta 203 (La borna 203), Naše vojsko, Praga, 1953, 184 p. – traducere de Pavel Beneš,[50][51] postfață de Marie Kavková[50]
- Gib I. Mihăescu, Preludy (Preludii), nuvele, Odeon, Praga, col. Světová četba, 1986, 291 p.; traducere de Jitka Lukešová, prefață „Přeludný svět Giba Mihaesca” („Lumea iluzorie a lui Gib Mihăescu”) de Marie Kavková, grafică de Hana Keslová[52][53]
- Alexandru Odobescu, Kniha o lovu. Epištola psaná s úmyslem, aby se stala předmluvon ke knize Lovecká přiručla (Pseudo Kinegheticos), nuvele, Odeon, Praga, col. Světová četba, Svazek 499, 1974, 189 p.; traducere de Zdeněk Hrůša, prefață de Marie Kavková,[54][55] grafică de Hana Keslová[55]
- Liviu Rebreanu, Les oběšených (Pădurea spânzuraților), ed. a II-a, Naše vojsko, Praga, col. Knihovna vojáka, 1960, 235 p.; traducere de Marie Kojecká-Karásková,[56][57]
- Liviu Rebreanu, Ion (Ion), ed. a II-a, Odeon, Praga, col. Světová knihovna, 1980, 450 p.; traducere de Zdeněk Hrůša, prefață de Marie Kavková[58] postfața „Liviu Rebreanu și Pădurea spânzuraților” de Marie Kavková;[57][59]
- Liviu Rebreanu, Výbuch hněvu (Răscoala), ed. a II-a revizuită, Odeon, Praga, col. Světová knihovna, 1984, 450 p.; traducere de Karel Pat’ha, postfață de Marie Kavková[60]
- Mihail Sadoveanu, Soud Nikoary Podkovy (Nicoară Potcoavă), SNKLHU, Praga, 1955, 402 p. – traducere de Vladimir Hořejši,[61][62][63] traducerea versurilor de Jan Vladislav, prefață de Marie Kavková[62]
- Mihail Sadoveanu, Čakan. Po řece připlul mlýn. Mitrea Cocor. Vybrané spisy Mihaila Sadoveana. Svazek II) (Baltagul. Venea o moară pe Siret. Mitrea Cocor. Scrieri alese ale lui Mihail Sadoveanu. Vol. II), SNKLHU, Praga, 1957, 577 p. – traducere de Otakar Jirouš și Marie Kojecká-Karásková,[56][64][65][66] note scrise de Marie Kavková[56]
- Mihail Sadoveanu, Anuncina hospoda a jiné povidky. Vybrané spisy Mihaila Sadoveana. Svazek 3 (Hanu-Ancuței și alte povestiri. Scrieri alese ale lui Mihail Sadoveanu. Vol. III), SNKLHU, Praga, 1960, 341 p.; traducere de Otakar Jirouš, prefață de Marie Kavková[62][67]
- Mihail Sadoveanu, Studna pod topoly (Hanu-Ancuței), culegere de povestiri, Odeon, Praga, col. Světová knihovna, 1974, 438 p.; traducere de Otakar Jirouš, postfață de Marie Kavková[62][68]
- Ionel Teodoreanu, Ulička dětství (Ulița copilăriei), Odeon, Praga, col. Světová četba, 1977, 131 p.; traducere de Zdeněk Hrůša, prefața „Básnik dětství a dospívání” („Poetul copilăriei și adolescenței”) de Marie Kavková[69]
- Zaharia Stancu, Hra se smrtí (Jocul cu moartea), Melantrich, Praga, col. „Panoráma” (nr. 3), 1968, 212 p.; traducere de Jaroslav Písecký, postfață de Marie Kavková[70][71][72][73]

### Traduceri
- Pohádky z beránčího kožíšku (Povești din blănița berbecului), o selecție de basme românești, Albatros, Praga, 1985, 118 p. – împreună cu Dagmar Maxová (nemenționată)[11]
- Předu, předu pohádku. Výběr z nejkrásnějších rumunských pohádek (Depăn, depăn o poveste. Cele mai frumoase basme românești), o selecție de basme românești de Vasile Adăscăliței, Lidové nakladatelství, Praga, 1980; conține basme din George Cătană, Povești poporale din Banat (Brașov, 1908), I. C. Fundescu, Basme, orații, păcălituri și ghicitori (ed. a IV-a, București, 1897), Petre Ispirescu, Legendele sau basmele românilor adunate din gura poporului (București, 1882), Ioan Slavici, Florița din codru (București, 1959)[52] – împreună cu Dagmar Maxová (nemenționată)[11][52][74]
- Rumunské lidové písně (Cântece populare românești), Státní nakladatelství krásné literatury, hudby a umění (SNKLHU), Praga, 1959, 197 p.[11][75] – selecție și introducere de Adriana Sachelarie,[75] traducere de Jan Vladislav cu cooperarea în ceea ce privește limbajul a dr. Marie Kavková[11][75]
- Tudor Arghezi, Klubíčko pavučiny (Cartea cu jucării), versuri și proză pentru copii, Albatros, Praga, 1980 – împreună cu Hana Vrbová și Dagmar Maxová (nemenționată)[11]
- Anatol E. Baconsky, Rovnodennost bláznů (Echinocțiul nebunilor), în Světová literatura, nr. 1/1969 – împreună cu Jitka Lukešová[11]
- Maria Banuș, Radost (Bucurie), poezii, Práce, Praga, 1952, 101 p., postfață de Marie Kavková, ilustrații de Karel Teissig – împreună cu Jan Vladislav[76][77][78]
- Ana Blandiana, Říjen, listopad, prosinec (Octombrie, noiembrie, decembrie), în Světová literatura, nr. 2/1974 – împreună cu Jan Vladislav (nemenționat)[11]
- Eusebiu Camilar, Mlha (Negura), prima parte a trilogiei, Svoboda, Praga, 1950, 270 p.[43][44][47]
- Ion Luca Caragiale, Když se slaví karneval (D-ale carnavalului), comedie în trei acte, premieră la Teatrul Municipal din Praga, 1970, 61 p.;[11][47] ed. Dilia, Praga, 1975, 72 p. – împreună cu Jitka Lukešová[79][80]
- Ion Luca Caragiale, Pan Leonida proti reakci (Conu Leonida față cu reacțiunea), comedie, premieră la Teatrul Maringotka din Praga, 1970 – împreună cu Jitka Lukešová;[11][47][80] piesa a fost pusă în scenă de regizoarea Zuzana Kočová[47]
- Ion Luca Caragiale, Ztracený dopis (O scrisoare pierdută), culegere de proze, SNKLHU, Praga, 1953, 274 p. – traducerea unor proze[47]
- George Călinescu, Otyliina záhada (Enigma Otiliei), ed. I, SNKLHU, Praga, col. Soudobá světová próza, 1961, 485 p.; ed. a II-a, Lidové nakladatelství, Praga, col. Knihy srdce, 1973, 472 p.[81][82][83]
- Hadrian Daicoviciu, Dákové (Dacii), Mladá fronta, Praga, 1973, 268 p.,[11][48] prefață scrisă de prof. univ. dr. Bedřich Svoboda[48]
- Lucia Demetrius, Tři generace' (Trei generații), Dilia, Praga, 1959, 149 p.[11][48][83]
- Lucia Demetrius, Poslední z Tauberů (Ultima Tauber), Státní nakl. krásné lit. a umění (SNKLU), Praga, 1964, 115 p.[48][84][85]
- Eugen Mirea, Dobrý večer, pane Wilde (Bună seara, domnule Wilde!), Dilia, Praga, 1977, 118 p.[74]
- Cezar Petrescu, Lední medvěd Fram (Fram, ursul polar), Albatros, Praga, col. Jiskřičky, 1975, 89 p., ilustrații de Marcel Stecker[86][87] – împreună cu Dagmar Maxová (nemenționată)[11][46]
- Cezar Petrescu, „Guynemerův skutečný konec” („Adevărata moarte a lui Guynemer”), în vol. Pět rumunských novel, editura Odeon, Praga, 1984[88][89]
- Alexandru Philippide, „V objetí mrtvého” („Îmbrățișarea mortului”), în vol. Pět rumunských novel, editura Odeon, Praga, 1984[11][89]
- Dumitru Radu Popescu, „Touha” („Dor”), în Světová literatura, nr. 5/1966 – împreună cu Věra Formánková[11]
- Petru Popescu, Spoutaný (Prins), Práce, Praga, 1974, 426 p.[56][80][90] – împreună cu Dagmar Maxová (nemenționată)[11]
- Liviu Rebreanu, Tanec lásky a smrti (Ciuleandra), Lidové nakladatelství, Praga, col. Lidová knihovna, 1977, 148 p.;[58] ed. a II-a, Melantrich, Praga, 1985, 125 p., traducere și note de Marie Kavková[60] – împreună cu Dagmar Maxová (nemenționată)[11][74]
- Ion Marin Sadoveanu, Konec stoleti v Bukurešti (Sfârșit de veac în București), Melantrich, Praga, 1979, 316 p. – împreună cu Jitka Lukešová[74][91]
- Mircea Sântimbreanu, Veľká prestávka (Recreația mare), Albatros, Praga, 1983, 152 p., ilustrații de Zdenka Kabátová-Táborská[89][92]
- Zaharia Stancu, Milostné léto (fragmentul „Uruma, fata tătarului” din Pădurea nebună), Odeon, Praga, 1972, 197 p.[70][71][80][93]
- Haralamb Zincă, Studená smrt (Un glonte pentru rezident), Melantrich, Praga, col. Gong, 1986, 256 p.[89][94]